# Alluaudomyia poguei
Alluaudomyia poguei är en tvåvingeart som beskrevs av Giles och Wirth 1987. Alluaudomyia poguei ingår i släktet Alluaudomyia och familjen svidknott.
Artens utbredningsområde är Nya Kaledonien. Inga underarter finns listade i Catalogue of Life.